# André Clayeux
Pour les articles homonymes, voir Clayeux.
André Clayeux, né le 2 avril 1897 à Montluçon et décédé le 30 janvier 1971 à Belley, est un sportif, militaire et directeur des sports.

## Biographie

### Vie privée
Il était le compagnon de Marcelle Lafont. Ils prennent leur retraite à Songieu où il meurt et est enterré.

### Carrière sportive
Sportif reconnu en athlétisme, il remporte notamment en 1924 les Championnats de France d'athlétisme dans l'épreuve du triple saut,.

### Carrière militaire
- Commandant du 62e Bataillon de Chars pendant la Seconde Guerre mondiale.
- Lieutenant-Colonel en 1942.

Il a été fait prisonnier le 25 juin 1940 et son lieu de détention est l'Oflag XII B dans la citadelle de Mayence .

### Carrière administrative
Il devient directeur des Sports au Ministère de l'Éducation nationale. L'Institut national des sports, futur INSEP, est créé, début 1945, par le Colonel André Clayeux, Directeur des Sports, sur proposition du Colonel Desroys du Roure, devenu Inspecteur Général de la Jeunesse et des Sports. C'est à cette occasion qu'il invente le « brevet militaire sportif ».

## Ouvrages
- Henri C. Jacquenod, Massage et soins sportifs, préface du Commandant André Clayeux, Paris, Editions Lamarre, 1953.
- G. Blanchet... Boxe et sports de combat en éducation physique, préface de M. le lt-colonel Clayeux... Croquis de Robert Cadoré par Georges Blanchet et André Clayeux (Reliure inconnue - 1949).
- Lieutenant Colonel Clayeux, Mécanisme de combat des petites unités de chars légers, broché, centre d'études des chars de combat 1923.
- Marc de Seyssel-Sothonod, Songieu en Valromey, Hauteville-Lompnès, Marc de Seyssel-Sothonod, 1986 (lire en ligne), p. 433